# Poecilimonella armeniaca
Poecilimonella armeniaca är en insektsart som beskrevs av Boris Petrovich Uvarov 1921. Poecilimonella armeniaca ingår i släktet Poecilimonella och familjen vårtbitare. Inga underarter finns listade i Catalogue of Life.